# بشير زين العابدين
الدكتور بشير زين العابدين هو باحث وأكاديمي وكاتب سوري من مواليد 9 أغسطس 1973 مدينة دمشق، متخصص في التاريخ السياسي للعالم العربي وله العديد من الكتب والأبحاث والمقالات في الشؤون الإستراتيجية لمنطقة الخليج العربي والثورة السورية وتاريخ مصر وبلاد الشام.

## التعليم
حصل على شهادة الدكتوراه في التاريخ السياسي من كلية الدراسات الشرقية والإفريقية بجامعة لندن 

## العمل
عمل رئيساً لقسم الرقابة الدولية والتدقيق الشرعي بمصرف قطر الإسلامي خلال الفترة 1996-1999.
شغل منصب عضو هيئة التدريس بجامعة البحرين خلال الفترة 2001-2011
عمل كباحث رئيس في مركز الدراسات الإستراتيجية والدولية والطاقة البحرين 2011-2014 حيث نشر مجموعة من المؤلفات والأبحاث المحكمة في الشأن السياسي والإستراتيجي لمنطقة الخليج العربي، ويتمتع بعضوية: الجمعية الملكية الآسيوية بلندن، ومعهد البحث التاريخي في المملكة المتحدة، والمركز السوري للدراسات السياسية والإستراتيجية بواشنطن، واتحاد المؤرخين العرب بالقاهرة.

### المنشورات
نشرت له العديد من المؤلفات والأبحاث والأوراق العلمية في الشأن السوري أبرزها: «الفساد في سوريا حقائق وأرقام» و«الجيش والسياسة في سوريا 1918-2000»، وله مساهمات علمية وفكرية في الشأن السوري.
مؤلفات:
1. الفساد في سوريا حقائق وأرقام (2000)، المملكة المتحدة
2. «الأجناد ودورهم في كتابة تاريخ مصر خلال النصف الثاني من القرن السابع عشر الميلادي»، مجلة مركز الدراسات الإنسانية وخدمة البيئة بكلية الآداب، جامعة بنها، العدد (12)، يناير 2005.[2]
3. زبدة اختصار تاريخ ملوك مصر المحروسة، (2006) تحقيق ودراسة، دار الفضيلة، القاهرة.[3]
4. «مصر في مطلع القرن الثاني عشر الهجري من خلال كتابات المتصوفة»، مجلة كلية الآداب، جامعة الاسكندرية، العدد (55)، [4] 2006.
5. مقدمة في مصادر تاريخ البحرين الحديث والمعاصر، (2007) دار الأوراق الجديدة، الكويت[5]
6. «قائمة بأهم مصادر ومراجع تاريخ البحرين الحديث»، مجلة الدراسات الاستراتيجية، المجلد الثالث، العدد (9)، شتاء 2007، مركز البحرين للدراسات والبحوث، البحرين.[6]
7. تاريخ محمد بن محمود ابتداء من وقعة الضرب، (2007) تحقيق ودراسة، دار الفضيلة، القاهرة[7]
8. «ثقافة التدوين التاريخي في البحرين إبان الربع الأول من القرن العشرين»، مجلة ثقافات، العدد (21)، يناير 2008، جامعة البحرين[8]
9. «تحقيق مخطوط تاريخ الأستاذ سيدي علي أبو الحسن وفا 1661-1665م»، مجلة كلية الآداب، جامعة الاسكندرية العدد (58)، عام 2008.[9]
10. الجيش والسياسة في سورية 1918-2000: دراسة نقدية، (2008) دار الجابية، لندن[10]
11. تاريخ البحرين الحديث 1500-2002، (2009) بالاشتراك مع د. محمد أحمد، مركز الدراسات التاريخية، جامعة البحرين[11]
12. «الدور السياسي والإداري للأغوات الطواشية بمصر العثمانية إبان النصف الأول من القرن الثاني عشر الهجري»، مجلة جامعة النجاح للأبحاث، مجلد 13، العدد (4)، 2009، نابلس، فلسطين. ص.ص 1223-1240.[12]
13. البحرين وعلاقاتها الخارجية إبان القرن السادس عشر، (2009) مركز الدراسات التاريخية، جامعة البحرين[13]
14. أنساب السادة الحريرية من ذرية علي برهان الدين الحريري، (2009) دار الجابية، لندن.[14]
15. القائد المقاتل: الشيخ علي بن خليفة آل خليفة 1814-1869، (2010) بالاشتراك مع د. محمد أحمد، مركز الدراسات التاريخية، جامعة البحرين.[15]
16. «مرتكزات نظام الحكم السوري (1970-2011) وأثرها في بناء الثورة»، المركز العربي للدراسات الإنسانية، العدد التاسع، مارس 2012، القاهرة ص.ص 153-167.[16]
17. الخليج العربي وأبعاد التسمية، (2013) مركز البحرين للدراسات الإستراتيجية والدولية والطاقة[17]
18. الخليج العربي وأبعاد التسمية، مركز البحرين للدراسات الإستراتيجية والدولية والطاقة، أبريل 2013.[18]
19. «تطور فكرة تقسيم المشرق العربي في مراكز الفكر الغربية» مجلة البيان، العدد 317، محرم 1435هـ/2013م الرياض[19]
20. «هيمنة القوى العربية على حركتي الملاحة والتجارة في الخليج العربي إبان القرن الثامن عشر» قيد النشر، مجلة الوثيقة، مركز الوثائق التاريخية مملكة البحرين.[20]
21. البحرين ومحيطها الإقليمي في الفترة 1600-1782، (2014) مركز البحرين للدراسات الإستراتيجية والدولية والطاقة.[21]
22. تحقيق كتاب قلائد النحرين في تاريخ البحرين لناصر الخيري، (2014)